# Xanthosoma latestigmatum
Xanthosoma latestigmatum là một loài thực vật có hoa trong họ Ráy (Araceae). Loài này được Bogner & E.G.Gonç. mô tả khoa học đầu tiên năm 2005.